# Castello Sonnino

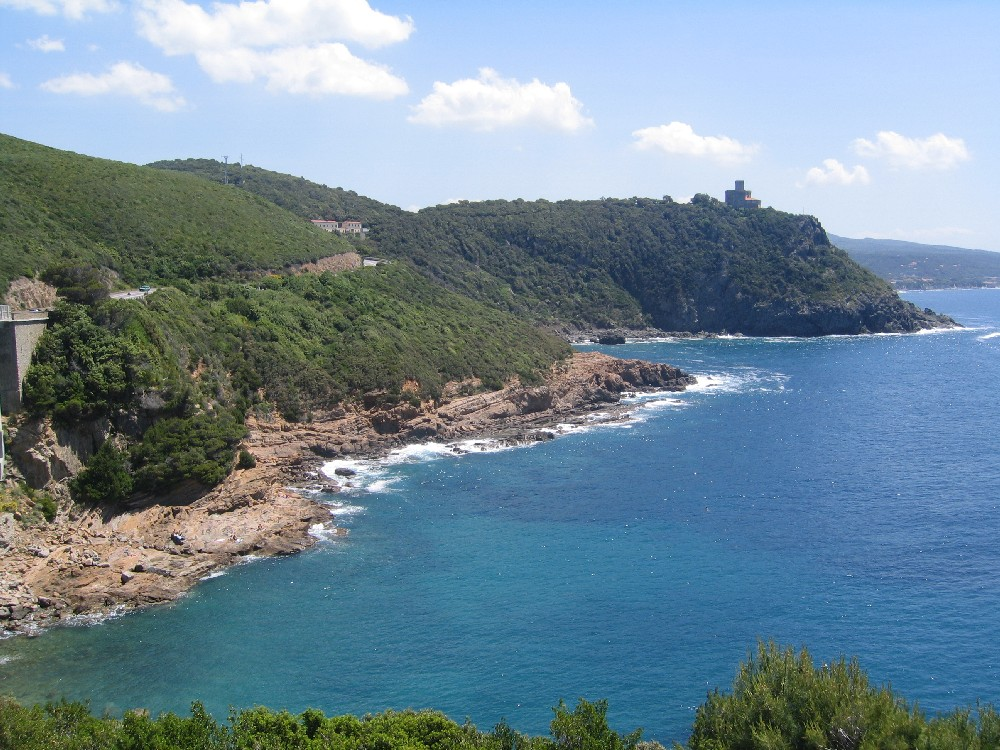
Il castello visto dalla costa del Sassoscritto

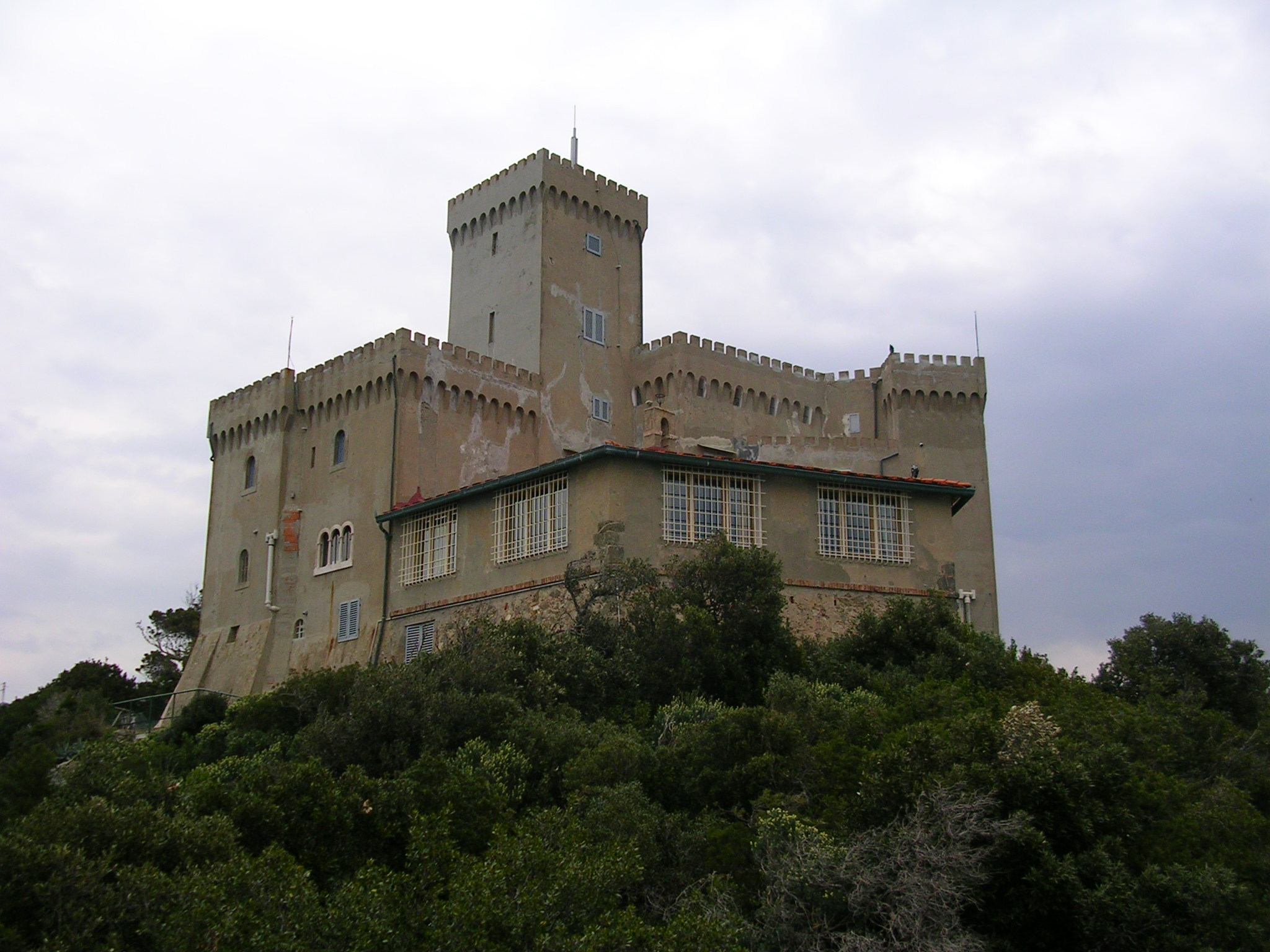
Il castello Sonnino

Il castello Sonnino si erge su un promontorio a picco sul mare a pochi chilometri dalla città di Livorno, nei pressi della frazione di Quercianella, in località Romito.

## Storia
La costruzione del castello risale alla fine dell'Ottocento, quando il barone Sidney Sonnino decise di installarvi la propria residenza.
L'area designata era occupata da un fortilizio cinquecentesco, realizzato dai Medici sui resti di una precedente fortificazione d'origine remota e facente parte di un complesso sistema per la difesa della costa (si vedano le voci Torri costiere della provincia di Livorno e Torri costiere del Granducato di Toscana).
I lavori consistettero in un ampliamento ed una elevazione della struttura preesistente, che un tempo, nota come torre San Salvatore, era costituita da una torre quadrata (il nucleo originario) preceduta da uno spalto per il posizionamento dell'artiglieria.
Il maniero fu completato con l'aggiunta di una cappella esterna (1895), ancor oggi esistente ed immersa nel rigoglioso parco circostante.
Sonnino, figura di spicco nel panorama politico italiano, era fortemente legato alla sua dimora livornese: uomo burbero e severo, era affascinato dalla rude solitudine e bellezza di quel tratto di costa, che poteva dominare, per ampi tratti, dall'alto del castello. Decise perfino di esservi sepolto e pertanto, alla sua morte (1922), la sua salma fu tumulata in un sarcofago posto in una leggera rientranza della scogliera (erroneamente è credenza comune che si tratti di una grotta), nei pressi dello stesso fortilizio.
Attualmente il castello è una residenza privata e quindi non accessibile al pubblico, salvo che in occasioni particolari, come nel corso delle "Giornate del FAI" tenutesi nel 2007, quando la proprietà ha aperto la dimora ai livornesi e ai numerosi turisti.
Inoltre il maniero è dotato di un porticciolo privato, dove sorge una piccola torre neomedioevale, capace di ospitare al massimo 10 piccole imbarcazioni e privo di qualsiasi servizio; i fondali sono molto bassi (1 - 1,50 metri).

## Descrizione
Il castello Sonnino è un edificio in stile neomedioevale: l'intera struttura è percorsa da una fitta teoria di piccole merlature, che, da lontano, fanno assumere alla dimora un aspetto ancora più imponente.
L'interno è semplice ed austero: l'unico elemento di rilievo è una porta lignea finemente intagliata secondo lo stile neogotico. Ancora riconoscibile è la struttura originaria del fortilizio ed in particolare quella dello spalto mediceo, nel quale oggi è ricavato un grande salone di ricevimento.
Anche la cappella esterna richiama lo stile medioevale, con una facciata aperta da una piccola bifora ogivale; la piccola aula interna è a pianta rettangolare, chiusa da un'abside e coperta da una teoria di capriate in legno.